# Myrríni
Myrríni (Myrrini) är en ort i Grekland.   Den ligger i prefekturen Nomós Serrón och regionen Mellersta Makedonien, i den nordöstra delen av landet, 300 km norr om huvudstaden Aten. Myrríni ligger 86 meter över havet och antalet invånare är 236.
Terrängen runt Myrríni är kuperad österut, men västerut är den platt.Runt Myrríni är det glesbefolkat, med 19 invånare per kvadratkilometer. Närmaste större samhälle är Dravískos, 3,2 km sydväst om Myrríni. Trakten runt Myrríni består till största delen av jordbruksmark.